# Penelopy Jean
Renato Ricci (Poços de Caldas, 04 de fevereiro de 1987), mais conhecido pelo nome artístico Penelopy Jean, é um apresentador, DJ, impersonator, drag queen e youtuber brasileiro, mais conhecido por apresentar o programa Drag Me as a Queen e jurado do Canta Comigo.

## Biografia
Nasceu em Poços de Caldas, Minas Gerais, e viveu lá até seus 19 anos, se mudando para São Paulo em 2007. Enquanto morava em Poços, Penelopy já costumava viajar a São Paulo com o intuito de participar de feiras e eventos da cultura japonesa, onde lá inspirado em animes participava de concursos, realizando o chamado cosplay. Renato é gay.

## Carreira
No começo de 2009 Penelopy se caracterizou como drag queen pela primeira vez em uma festa a fantasia, depois disso começou a aprimorar sua maquiagem escondido no banheiro de casa até o fim daquele mesmo ano. No ano de 2010 realizou seu primeiro show como drag queen, performando músicas da Lady Gaga. Em 2012 após ir caracterizado a um evento temático as pessoas da boate falaram que Penelopy parecia com Gaga, depois disso analisando fotos suas e partes do seu rosto decidiu investir na carreira de cover da cantora americana. 
Além de atuar como drag queen, Jean possui formação como designer gráfico pela Belas Artes, fez cursos de maquiagem, e possui um canal no youtube com mais de 100 mil inscritos.

## Filmografia

### Filme
| Ano  | Título                | Papel     | Notas          | Ref. |
| ---- | --------------------- | --------- | -------------- | ---- |
| 2015 | TupiniQueens          | Ele mesmo | Longa-metragem |      |
| 2016 | Diamante, O Bailarina | Ele mesmo | Curta-metragem |      |

### Televisão
| Ano           | Título                        | Papel        | Notas                              | Ref.        |
| ------------- | ----------------------------- | ------------ | ---------------------------------- | ----------- |
| 2016          | Corre e Costura               | Ele mesmo    | Episódio: "24 de setembro de 2016" | [ 3 ]       |
| 2017          | Encontro com Fátima Bernardes | Repórter     | Episódio: "14 de setembro de 2017" | [ 4 ]       |
| 2017–presente | Drag Me as a Queen            | Apresentador |                                    | [ 5 ]       |
| 2018–presente | Canta Comigo                  | Jurado       |                                    | [ 6 ] [ 7 ] |
| 2020–presente | Canta Comigo Teen             | Jurado       |                                    | [ 8 ]       |
| 2024          | Acerte ou Caia!               | Participante |                                    |             |
| 2025-Presente | Do Alto do Seu Conhecimento   | Apresentador |                                    |             |

### Dublagem
| Ano  | Título                | Papel   | Notas       | Ref.  |
| ---- | --------------------- | ------- | ----------- | ----- |
| 2021 | RuPaul's Drag Race UK | A'Whora | Temporada 2 | [ 9 ] |